# Nadzor na delovnem mestu
Na vsakem delovnem mestu je prisoten nadzor delodajalcev nad zaposlenimi, vendar pa se je skozi čas nadzor nad zaposlenimi spremenil. Spremembe v nadzoru na delovnem mestu so se zgodile predvsem s pojavom tehnologije in njenega hitrega razvoja. Z razvojem tehnologije so delodajalci dobili nove možnosti za nadzor zaposlenih na delovnem mestu (Hribar, diplomsko delo, str. 1). Kot posledica pojava različnih oblik nadzora na delovnem mestu je postala omejena posameznikova zasebnost. Za zaščito posamezikovih osebnih podatkov in na splošno zasebnosti so morale oblasti nadzor nad zaposlenimi na delovnem mestu tudi zakonsko opredeliti.

## 1.) ZAKONSKE PODLAGE UREDITVE NADZORA NA DELOVNEM MESTU
Zakonska ureditev nadzora na delovnem mestu ima svoj temelj na postavkah, da ima vsak delavec na delovnem mestu pravico do zasebnosti ter da je zakonsko urejeno da mora delodajalec zaposlene pisno seznaniti z uveljavljanjem nadzora (npr. video nadzora). Nadzor na delovnem mestu je utemeljen v okviru različnih zakonskih podlagah. Predvsem se nadzor na delovnem mestu opisuje v Zakonu o varstvu osebnih podatkov, v Zakona o informacijskem pooblaščencu, v Zakonu o elektronskih komunikacijah ter v Zakonu o delovnih razmerjih. 

### Zakon o informacijskem pooblaščencu
Informacijski pooblaščenec je samostojen in neodvisen državni organ, ki je pristojen za:     
- odločanje o pritožbi zoper odločbo, s katero je organ zavrgel ali zavrnil zahtevo ali drugače kršil pravico do dostopa ali ponovne uporabe informacije javnega značaja ter v okviru postopka na drugi stopnji tudi za nadzor nad izvajanjem zakona, ki ureja dostop do informacij javnega značaja, in na njegovi podlagi izdanih predpisov;
-  inšpekcijski nadzor nad izvajanjem zakona in drugih predpisov, ki urejajo varstvo ali obdelavo osebnih podatkov oziroma iznos osebnih podatkov iz Republike Slovenije
-        odločanje o pritožbi posameznika, kadar upravljavec osebnih podatkov ne ugodi zahtevi posameznika glede pravice posameznika do seznanitve z zahtevanimi podatki, do izpisov, seznamov, vpogledov, potrdil, informacij, pojasnil, prepisovanja ali kopiranja po določbah zakona, ki ureja varstvo osebnih podatkov (Zakon o informacijskem poblaščencu, Ur. l. RS št. 113/05, 2. člen)
Splošne zakonske pravice nadzora na delovnem mestu so ponazorjene v mnenju informacijskega pooblaščenca, ki navaja da »Kljub skrbi za zasebnost na delovnem mestu je določena stopnja nadzora s strani delodajalca zakonsko dopustna. Seveda pa je tak nadzor dopusten tedaj, ko se izvaja v okviru, ki ga določa ustava, zakonski predpisi in domača ali mednarodna sodna praksa. Razen tega mora biti dopusten nadzor oziroma poseg v zasebnost opredeljen v internih pravilnikih podjetja.« (Hribar diplomsko delo, str. 2.)

### Zakon o varstvu osebnih podatkov
Vsak delavec ima na svojem delovnem mestu pravico do zasebnosti. Zakon o varstvu osebnih podatkov se nanaša na zaščito posameznikove zasebnosti in varovanje njegovih osebnih podatkov. V tem zakonu je glede osebnih podatkov opredeljeno, da se osebni podatki lahko obdelujejo le, če obdelavo osebnih podatkov in osebne podatke, ki se obdelujejo, določa zakon ali če je za obdelavo določenih osebnih podatkov podana osebna privolitev posameznika. (Zakon o varstvu podatkov, Ur. l. RS št. 94/07, 8. člen). 
Člen 24. se nanašata na zavarovanje osebnih podatkov in sicer varovanje osebnih podatkov obsega organizacijske, tehnične in logično-tehnične postopke in ukrepe, s katerimi se varujejo osebni podatki, preprečuje slučajno ali namerno nepooblaščeno uničevanje podatkov, njihova sprememba ali izguba ter nepooblaščena obdelava teh podatkov tako, da se: varujejo prostori, oprema in sistemsko programska oprema, vključno z vhodno-izhodnimi enotami, varuje se aplikativna programska oprema, s katero se obdelujejo osebni podatk, preprečuje se nepooblaščen dostop do osebnih podatkov pri njihovem prenosu, vključno s prenosom po telekomunikacijskih sredstvih in omrežjih, zagotavlja se učinkovit način blokiranja, uničenja, izbrisa ali anonimiziranja osebnih podatkov ter se omogoča poznejše ugotavljanje, kdaj so bili posamezni osebni podatki vneseni v zbirko osebnih podatkov, uporabljeni ali drugače obdelani in kdo je to storil, in sicer za obdobje, ko je mogoče zakonsko varstvo pravice posameznika zaradi nedopustnega posredovanja ali obdelave osebnih podatkov (Zakon o varstvu podatkov, Ur. l. RS št. 94/07, 24. člen). 
Zakon o varstvu osebnih podatkov v svojem 74. členu navaja tudi opredelitve glede izvajanja video nadzora in sicer mora oseba javnega ali zasebnega sektorja, ki izvaja videonadzor, o tem objaviti obvestilo. Obvestilo mora biti vidno in razločno objavljeno na način, ki omogoča posamezniku, da se seznani z njegovim izvajanjem najkasneje, ko se nad njim začne izvajati videonadzor. Obvestilo mora vsebovati informacije o tem da se izvaja videonadzor, nazivu osebe javnega ali zasebnega sektorja, ki ga izvaja, telefonsko številko za pridobitev informacije ter kje in koliko časa se shranjujejo posnetki iz videonadzornega sistema. Videonadzorni sistem, s katerim se izvaja videonadzor, mora biti zavarovan pred dostopom nepooblaščenih oseb (Zakon o varstvu podatkov, Ur. l. RS št. 94/07, 74. člen). Video nadzor na delovnem mestu se dotika tudi 77. člena tega zakona in sicer je v členu opredeljen video nadzor delovnih prostorov. Izvajanje videonadzora znotraj delovnih prostorov se lahko izvaja le v izjemnih primerih, kadar je to nujno potrebno za varnost ljudi ali premoženja ali za varovanje tajnih podatkov ter poslovne skrivnosti, tega namena pa ni možno doseči z milejšimi sredstvi. Videonadzor se lahko izvaja le glede tistih delov prostorov, kjer je potrebno varovati ljudi in premoženje ali tajne podatke in poslovne skrivnosti. Prepovedano je izvajati videonadzor v delovnih prostorih izven delovnega mesta, zlasti v garderobah, dvigalih in sanitarnih prostorih. Zaposleni morajo biti pred začetkom izvajanja videonadzora po tem členu vnaprej pisno obveščeni o njegovem izvajanju. Pred uvedbo videonadzora v osebi javnega ali zasebnega sektorja se mora delodajalec posvetovati z reprezentativnim sindikatom pri delodajalcu (Zakon o varstvu podatkov, Ur. l. RS št. 94/07, 77. člen). 

### Zakon o elektronskih komunikacijah
Zakon o elektronskih komunikacijah ureja pogoje za zagotavljanje elektronskih komunikacijskih omrežij in izvajanje elektronskih komunikacijskih storitev, ureja zagotavljanje univerzalne storitve, zagotavljanje konkurence, upravljanje radiofrekvenčnega spektra in elementov oštevilčenja, določa pogoje za omejitev lastninske pravice, določa pravice uporabnikov, ureja varnost omrežij in storitev ter njihovo delovanje v izjemnih stanjih, zagotavlja uresničevanje in ureja varovanje pravice do komunikacijske zasebnosti uporabnikov javnih komunikacijskih storitev, ureja reševanje sporov med subjekti na trgu elektronskih komunikacij, ureja pristojnosti, organizacijo in delovanje Agencije za komunikacijska omrežja in storitve Republike Slovenije kot neodvisnega regulativnega organa ter pristojnosti drugih organov, ki opravljajo naloge ter druga vprašanja, povezana z elektronskimi komunikacijami.(Zakon o elektronskih komunikacijah, Ur. l. RS št. 109/12, 2. člen). 
Tudi elektronska komunikacija predstavlja obliko nadzora nad zaposlenimi na delovnem mestu. Zakon o elektronski komunikaciji v svojem 3. členu izpostavi, da se za elektronsko pošto šteje vsako besedilno, govorno, zvočno ali slikovno sporočilo, poslano po javnem komunikacijskem omrežju, ki se lahko shrani v omrežju ali prejemnikovi terminalski opremi, dokler ga prejemnik ne prevzame (Zakon o elektronskih komunikacijah, Ur. l. RS št. 109/12, 3. člen). 
Zakon o delovnih razmerjih
Zakon o delovnih razmerjih ureja delovna razmerja, ki se sklepajo s pogodbo o zaposlitvi med delavcem in delodajalcem (Zakon o delovnih razmerjih, 1. člen). Za področje nadzora na delovnem mestu sta pomembna člena št. 46 in 48. 46. člen tega zakona predpostavlja dolžnosti delodajalca in sicer opredeli, da mora delodajalec varovati in spoštovati delavčevo osebnost ter upoštevati in ščititi delavčevo zasebnost (Zakon o delovnih razmerjih, 46. člen). V svojem 48. členu pa zakon določa, da se osebni podatki delavcev lahko zbirajo, obdelujejo, uporabljajo in posredujejo tretjim osebam samo, če je to določeno s tem ali drugim zakonom ali če je to potrebno zaradi uresničevanja pravic in obveznosti delovnega razmerja ali v zvezi z delovnim razmerjem. Ta člen Zakona o delovnih razmerjih navaja tudi to , da se morajo osebni podatki, za zbiranje katerih ne obstoji več zakonska podlaga, takoj zbrisati in prenehati uporabljati (Zakon o delovnih razmerjih, Ur. l. RS št. 21/13). 

### Kazenski zakonik
Nadzora nad zaposlenimi na delovnem mestu se dotika tudi Kazenski zakonik in sicer so v Kazenskem zakoniku opredeljene sankcije za nespoštovanje pravic delodajalcev in zaposlenih ter sankcije za zlorabo videonadzora in osebnih podatkov. Po Kazenskem zakoniku se sankcionira tistega, ki neupravičeno snema ali naredi slikovni posnetek drugega ali njegovih prostorov brez njegovega soglasja in pri tem občutno poseže v njegovo zasebnost ali kdor tako snemanje neposredno prenaša tretji osebi oz. ji omogoči, da se z njim seznani (Kazenski zakonik, Ur. l. RS št. 55/08, 138. člen). V 143. členu Kazenski zakonik predvideva sankcioniranje tistega, ki uporabi osebne podatke, ki se obdelujejo na podlagi zakona, v neskladju z namenom njihovega zbiranja ali brez osebne privolitve osebe, na katero se osebni podatki nanašajo (Kazenski zakonik, Ur. l. RS št. 55/08, 143. člen) hkrati pa je v 139. členu Kazenskega zakonika opredeljeno tudi sankcioniranje nepravilnosti na področju tajnosti občil, določa sankcije za tistega, ki se neupravičeno seznani z elektronskim sporočilom ali kakšnim drugim komunikacijskim sredstvom (Kazenski zakonik, Ur. l. RS št. 55/08, 139. člen). 

## 2.) VRSTE NADZORA

### KAJ JE NADZOR?
Nadzor je kontinuirano opazovanje in poslušanje (prikrito, odkrito) ljudi, vozil, prostorov ali objektov, z namenom pridobivanja informacij v povezavi z aktivnostmi in identiteto subjekta nadzora. (Videonadzor in druge oblike nadzora na delovnem mestu )
V šrišem ločimo: prikriti nadzor (nadzorovani ne ve, da se izvaja nadzor, npr. prisluškovanje, tajno sledenje,…), odkriti nadzor ( se izvaja tako, da se ve, da se na določeni lokaciji izvaja nadzor), statični nadzor (nadzor se izvaja iz enega mesta- statično (vozilo, narava,stavbe), objekt nadzora lahko stavba, vozilo, območje, oseba. Opazuje se objekt nadzora, se zapisuje in evidentira spremembe), dinamični nadzor (se izvaja na način, da se sledi objektu nadzora, najpogostejši objekt nadzora vozilo ali oseba; se lahko izvaja peš, mobilno, z javnim prevozom) ter tehnični nadzor (se izvaja s pomočjo sodobne tehnike, npr. stavba, prostor, vozilo, računalnik, telefon, video nadzorne kamere, GPS sledenja, prisluškovanje) (Videonadzor in druge oblike nadzora na delovnem mestu.Seminarsko gradivo.)
```
Vrste tehničnega nadzora (Nadzor nad zaposlenimi. Moje delo)
```

-	Elektronsko beleženje prihodov in odhodov na delovno mesto
-       Nadzor z biometričnimi sredstvi
```
-      Videonadzor
```

-       Avdionadzor in snemanje telefonskih klicev
-       Nadzor telefonskih pogovorov
-       Nadzor gibanja v objektu
-       Nadzor elektronskih sredstev (internet, e-pošta, telefonija,..)
-       Nadzor nad zasebnim življenjem
```
-       GPS nadzor (nadzor uporabe službenih vozil)
```

Oblike nadzora nad zaposlenimi na delovnem mestu so tudi: osebnostno in psihološko testiranje, raziskovanje osebnih lastnosti, religioznih in drugih prepričanj, nadzor nad prihodom in odhodom z delovnega mesta (biometrija), splošni videonadzor nad delom in gibanje delavca, nadzor nad telefnskimi klici, nadzor nad uporabo interneta nadzor nad e- pošto, nadzor nad uporabo vhodno-izhodnih naprav (tipkovnica, računalnik,..), nadzor nad lokacijo oz. gibanjem delavca znotraj službenih prostorov, nadzor nad gibanjem delavca pri uporabi službenih vozil (npr. GPS), nadzor nad delavčevo prehrano in odvisnosti, nadzor nad oblačenjem, obnašanjem in druženjem delavcev (Videonadzor in druge oblike nadzora na delovnem mestu.Seminarsko gradivo.)

### Elektronsko beleženje prihodov in odhodov na delovno mesto
Ta oblika nadzora nad zaposlenimi na delovnem mestu se navezuje na registracijo delavcev ob prihodu na delovno mesto ter ob odhodu iz delovnega mesta ob koncu delavnika. Namen je natanno beleženje časa porabljenega za odmor (malico), službene in privatne obveznosti, zamude, predčasnega odhoda iz delovnega mesta,... Ta oblika nadzora delodajalcem omogoča vpogled v prisotnost delavca na delovnem mestu tudi v času ko sam delodajalec ni prisoten hkrati pa mu omogoča »pomoč« ob morebitnem poviševanju ali nagrajevanju delavcev. Pri obliki nadzora na delovnem mestu preko elektronskega beleženja prihodov in odhodov se nanaša na uporabo različnih kartic, čipov, ključev,... Videonadzor in druge oblike nadzora na delovnem mestu)

### Nadzor z biometričnimi sredstvi
Pri tej obliki nadzora gre za identifikacijo zaposlenih preko fizičnih značilnosti (Gavranovič, nadzor na delovnem mestu z informacijsko tehnologijo). Fizične značilnosti so: barva glasu, barva oči, prstni odtis, oblika obraza, geometrija rok (oblika in velikost prstov), šarenica, mrežnica, pisava, hoja,.. (Gavranovič, nadzor na delovnem mestu z informacijsko tehnologijo) 
Biometrične značilnosti delimo na telesne (obris dlani, šarenica, mrežnica, preplet ven na rokah, vonj, DNA, prstni odtisi) in ns vedenjske ( način tipkanja, podpisovanje, premikanje miške, hoje, govor,...) (Videonadzor in druge oblike nadzora na delovnem mestu.Seminarsko gradivo). 
Lastnosti biometričnih značilnosti do njihova unikatnost, neprenosljivost na drugo osebo, ni jih mogoče pozabiti ali izgubiti, težje se jih da kopirati ali ponarediti, se jih lahko uporablja z vednostjo ali brez vednosti posameznika, posameznike biometrične značilnosti težko spremeni ali skrije. 
Prednosti biometrije v primerjavi z elektronskim beleženjem s karticami so, da se brezkontaktne kartice lahko izgubijo, posodijo ali ukradejo. Biometričnih značilnosti pa ni mogoče “pozabiti”, vedno so na voljo saj jih vsak posameznik nosi s seboj (Videonadzor in druge oblike nadzora na delovnem mestu.Seminarsko gradivo). 
Kazen: kršenje biometričnih ukrepov: globa znaša od 4172,93- 12518, 78 evrov
Delodajalci morajo, če želijo uvesti nadzor preko biometričnih sredstev na podlagi Zakona o varovanju osebnih podatkov podati zahtevo za uvedbo biometrijskih ukrepov. Zahteva mora vsebovati opis nameravanih biometričnih ukrepov (tehnične lastnosti- npr. način shranjevanja biometričnih podatkov), razlogi za uvedbo biometrijskih ukrepov (nujnost uvedbe,...), naslov reprezentativnega sindikata ter dokazilo o plačilu upravne takse (22,66 evrov) (Zakon o varovanju osebnih podatkov, 80. člen).

### Videonadzor
Videonadzor je oblika nadzora zaposlenih na delovnem mestu pri katerem gre za uporabo video sredstev (npr. video kamer). Če želi delodajalec uvesti videonadzor mora zadostiti zakonskim pogojem. V skladu z Zakonom o varovanju osebnih podatkov mora biti obvestilo o izvajanju videonadzora vidno, jasno in razločno objavljeno na način, ki omogoča posamezniku, da se seznani z njegovim izvajanjem najkasneje, ko se nad njim začne izvajati videonadzor (Videonadzor in druge oblike nadzora na delovnem mestu.Seminarsko gradivo). Obvezne sestavine obvestila v skladu z 74. členom Zakona o varovanju osebnih podatkov so obvestilo o izvajanju videonadzora, naziv osebe javnega ali zasebnega sektorja ki izvaja videonadzor ter telefonska številka za pridobitev informacije, kje in koliko časa se shranjujejo posnetki iz videonadzornega sistema. 
Videonadzorni sistem s katerim se izvaja vidonadzor mora biti zavarovan pred dostopom nepooblaščenih oseb. 
```
O dostopu v uradne službene oz, poslovne prostore se mora pisno obvestiti vse zaposlene v osebi javnega ali zasebnega sektorja, ki opravljajo delo v nadzorovanem prostoru. Odločitev o uvedbi videonadzora sprejme direktor kateri mora v pisni odločitvi obrazložiti razloge za uvedbo videonadzora. 
```

Videonadzor naj se na delovnem mestu uporablja le v izjemnih primerih ter le v tistih delih službenih oz. poslovnih prostorov, kjer je to nujno potrebno za varnost ljudi ali premoženja, zaradi zagotavljanja nazdora vstopa ali iztopav ali iz službenih (poslovnih) prostorov ali če zaradi narave dela obstaja možnosti ogrožanja zaposlenih (Videonadzor in druge oblike nadzora na delovnem mestu.Seminarsko gradivo). 
Videonadzor ni dovoljen v garderobah, dvigalih, sanitarnih prostorih. 
Za vsako obliko videonadzora je bistveno predhodno obvestilo zaposlenim o izvajanju videonadzora (Videonadzor in druge oblike nadzora na delovnem mestu.Seminarsko gradivo.)
Kazen: Z kazensko globo od 4.170 do 12.510 evrov se kaznuje za prekršek pravna oseba, samostojni podjetnik ali posameznik, ki samostojno opravlja dejavnost: 
če ne objavi pisnega obvestila po Zakonu o varovanju osebnih podatkov
če obvestilo ne vsebuje obveznih vsebin obvestila
če ne zavaruje videonadzornega sistema s katerim se izvaja videonadzor
če se videonadzor izvaja brez obrazložene pisne odločitve zakaj je potrebna uvedba videonadzora
nesorazmerno izvajanje videonadzora
če se delavcev predhodno pisno ne obvesti
če so video podatki o zaposlenih shranjeni več kot 1 leto

### Avdionadzor in nadzor nad telefonskimi pogovori
Zaupnost komunikacij- avdionadzor se zagotavlja z Zakonom o elektronskih komunikacijah z namenom varovanja pričakovane zasebnosti na področju uporabe elektronskih komunikacij, zagotavljanja svobodne komuniciranja i svobode izražanja. Zaupnost komunikacij se nanaša na vsebino komunikacij, podatke o prometu ter okoliščine v zvezi s prekinitvijo povezave. 
Vsaka oseba, ki sodeluje pri zagotavljanju in izvajanju avdionadzora mora varovati zaupnost komunikacij tudi po prenehanju opravljanja dejavnosti (Videonadzor in druge oblike nadzora na delovnem mestu.Seminarsko gradivo.)
Zaupnost komunikacij se nanaša na telefaks sporočila, elektronsko pošto, glosovno pošto, SMS in MMS sporočila, telefonske pogovore,.. (Videonadzor in druge oblike nadzora na delovnem mestu.Seminarsko gradivo.)
Tako kot pri videonadzoru mora biti tudi pri avdionadzoru podano obvestilo o snemanju. Obvestilo o snemanju je le potreben vendar ne pa zadosten pogoj oz. pravna podlaga za snemanje komunikacij. Obvestilo mora biti dano vnaprej in po istem mediju (Videonadzor in druge oblike nadzora na delovnem mestu.Seminarsko gradivo). Npr. če se snema telefonski pogovor mora bit preko telefona posredovano obvestilo o izvajanju avdionadzora. 
Primer obvestila: »Vaš klic se snema zaradi zagotovitve dokaza o poslu; hranjen bo, dokler se lahko posel zakonito izpodbija«
Katere klice je dopustno posneti (Videonadzor in druge oblike nadzora na delovnem mestu.Seminarsko gradivo.): klic s katerim klicatelj naroči določeno blago ali storitev, klic s katerim klicatelj spremeni naročilo blaga ali storitve, klic s katerim klicatelj odpove naročilo blaga ali stortive ter klic, s katerim klicatelj poda reklamacijo, ugovor ali drugo okoliščino, ki ima vpliv na spremembno konkretnega poslovnega ali delovnega razmerja. 
Katere klice je nedopustno posneti (Videonadzor in druge oblike nadzora na delovnem mestu.Seminarsko gradivo.): klice za informacije glede delovnega časa poslovalnic, ponudbe, kontaktnih in drugih splošnih informacij ter klice, ki ne pripeljejo do nakupa blaga ali storitev oz. sklenitve, spremembe ali prenehanja poslovnega razmerja. Prav tako je nedopustno je snemati klice z namenom nadzora zaposlenih v klicnem centru ter klicev z namenom zastraševanja. 

### GPS nadzor
Bistveno je upoštevati načelo sorazmernosti. 
Kdaj je uporaba GPS sorazmerna? Za ustrezno oceno sorazmernosti je potrebno imeti dovolj informacij s katerimi se lahko ugotovi ali je uporaba naprave v določenem primeru primerna, ali bo učinkovita za doseganje zasledovalnih ciljev. Predvsem je potrebo ugotoviti kakšen poseg v zasebnost predstavlja uporaba GPS naprave. 
Uporaba GPS je s strani IPRS-ja kot sorazmerna tista uporaba GPS ki je namenjena za sledenje, sledenje kamionom pogodbenih partnerjev, cisternam za prevoz goriva ter sledenje poštnih pošiljk (Informacijski pooblaščenec, smernice).
Nesorazmerna pa je uporaba GPS naprav v primerih uporabe za sledenje uporabe vseh službenih vozil, za sledenje vozilom šole vožnje, za sledenje občinskim radarjem, za sledenje raznašalcem časopisov, sledenje zaposlenim v čistilnem servisu, sledenje plugom za ceste ter naprave GPS v domu za starejše občane (Informacijski pooblaščenec, smernice).
Kako ravnati pri uvajanju in uporabi GPS naprav? (Informacijski pooblaščenec, smernice) 
1.	Natančno opredelimo cilje
2.	Preverimo, kako in v kakšni meri bi uporaba GPS sistema rešila težave
3.	Preverimo, ali je uporaba GPS naprav nujna in ali bi lahko z drugimi, milejšimi ukrepi rešili težave
4.	Opredelimo, kako bomo z uporabo naprave seznanili uporabnike
5.	Opredelimo možne varovalke (npr. rok hrambe)
6.	Preverimo, na kateri pravni podlagi bomo zbirali in obdelovali osebne podatke
7.	Opredelimo postopke in ukrepe za varnost podatkov
8.	Uredimo pogodbeno obdelavo osebnih podatkov

## 3.) DOPUSTNOST NADZORA in ZASEBNOST
Nadzor je legalna in legitimna pravica delodajalca. Bistvo je, da so zaposleni o kakršni koli obliki nadzora na delovnem mestu obveščeni. Zaposleni morajo biti vnaprej seznanjeni s pravili delodajalca glede uporabe telefona, elektronske pošte in interneta ter s tem, kdaj in v kakšnih primerih lahko nadzira komunikacijo zaposlenih. Delodajalcu ni dovoljeno zaposlenim omejevati pravico do zasebnosti in pravice do komunikacije z zunanjim svetom. Zaposleni se mora z nadzorom strinjati oz. mora biti nadzor objektivno opravičljiv in sorazmeren. Ker je zaposleni v podrejenem položaju nasproti delodajalcu, mora biti strinjanje prostovoljno in brez prisile, hkrati pa je potrebno poudariti, da je delodajalec tako dobil le pravico do nadzora nad elektronsko pošto, ki si jo izmenjujejo zaposleni znotraj podjetja, ne pa tudi nad elektronsko pošto, ki jo kdo tretji pošilja v podjetje.
Delodajalci lahko uporabo elektronske pošte in interneta omejujejo le na način, da npr. omogočijo zaposlenim dostop samo do tistih spletnih strani, ki jih potrebujejo za svoje delo, oz. blokirajo dostop do določenih spletnih strani, blokirajo določeno e-pošto na strežniku za elektronsko pošto ipd. Delodajalec ne sme za nazaj ugotavljati, katere spletne strani je zaposleni obiskoval, komu je pošiljal elektronsko pošto in kdo jo je poslal njemu (Havliček, E- pošta in zasebnost na delovnem mestu).
Zasebnost je spodobnost posameznika ali skupine, da sebe ali informacije o sebi zadrži za sebe in se odloča kaj in komu bo njegova osebna inforacija odkrita. Poznamo več vrst zasebnosti in sicer: splošna pravica do zasebnosti (zasebnost telesa in delovanja, prostor in dostojanstvo), nedotakljivost stanovanja (preprečitev neupravienih pregledov posameznikove lastnine, stanovanja, vozila), komunikacijska zasebnost (nadzor na delovnem mestu), ter informacijska zasebnost oz. varstvo osebnih podatkov. Pri vprašanju zasebnosti na delovnem mestu prihaja do povezovanja dveh pravic, in sicer lastninske pravice na strani delodajalca in pravice do zasebnosti na strani delavca. Delavcu so v uporabo dana sredstva in informacije delodajalca, v zameno pa delavec nudi svoje znanje in osebne podatke, ki so potrebni za izvajanje delovnega procesa. Tako delodajalec razpolaga z osebnimi podatki delavca, delavec pa razpolaga s poslovnimi skrivnostmi delodajalca (Havliček, E- pošta in zasebnost na delovnem mestu).

## LITERATURA
Zakon o informacijskem pooblaščencu, , Ur. l. RS št. 113/05. 
Dostopno na: https://www.google.si/search?q=zakon+o+informacijskem+poobla%C5%A1%C4%8Dencu&oq=zakon+o+info&gs_l=serp.3.1.0l9j0i22i30.197721.200214.0.201729.12.9.0.3.3.0.256.1109.0j5j1.6.0....0...1c.1.64.serp..3.9.1115...0i67j0i10i67.sdRs_1zWHIs (pridobljeno 13.3.2016).
Zakon o varstvu podatkov, Ur. l. RS št. 94/07. 
Dostopno na: https://www.uradni-list.si/1/content?id=82668 (pridobljeno dne, 13.3.2016)
Zakon o elektronskih komunikacijah, Ur. l. RS št. 109/12. 
Dostopno na: https://www.uradni-list.si/1/content?id=111442 (pridobljeno dne 13.3.2016)
Zakon o delovnih razmerjih, Ur. l. RS št. 21/13. 
Dostopno na: https://www.uradni-list.si/1/content?id=112301 (pridobljeno dne, 13.3.2016)
Kazenski zakonik, Ur. l. RS št. 55/08. 
Dostopno na: http://www.uradni-list.si/1/objava.jsp?urlurid=20082296 (pridobljeno dne, 13.3.2016)
Nadzor nad zaposlenimi. Moje delo. Pridobljeno dne, 13.3.2016. 
Dostopno na naslovu: https://delodajalci.mojedelo.com/novica/nadzor-nad-zaposlenimi-podjetje-korak-v-prednosti-da-ali-ne/d-2611 Arhivirano 2016-06-23 na Wayback Machine.)
Sead Tugo Gavranović. Nadzor na delovnem mestu z uporabo informacijske tehnologije. Diplomska naloga. Pridobljeno dne, 13.3.2016.
Škrabar B., Vražič M. in Tomšič A. (2016). Videonadzor in druge oblike nadzora na delovnem mestu. Seminarsko gradivo. 
Dostopno na naslovu: ([]).
Informacijski pooblaščenec. Smernice. Pridobljeno dne, 15.3.2016. 
Dostopno na naslovu: https://www.ip-rs.si
Havliček, E- pošta in zasebnost na delovnem mestu. Eudace. Pridobljeno dne, 15.3. 2016. 
Dostopno na naslovu: []
Hribar A. (2014). Nadzor nad zaposlenimi na delovnem mestu. Diplomsko delo.